# Попов, Михаил Григорьевич
Михаи́л Григо́рьевич Попо́в (1893—1955) — русский и украинский ботаник.
Исследовал историческую фитогеографию Средней Азии, Казахстана, Карпат, Сибири и Дальнего Востока, в том числе генезис флор средиземноморского типа, происхождение тайги.
Изучал роль гибридизации в эволюции растений.
Член-корреспондент Академии наук УССР (1945).
Лауреат Премии им. В. Л. Комарова (1960).

## Путь в науке

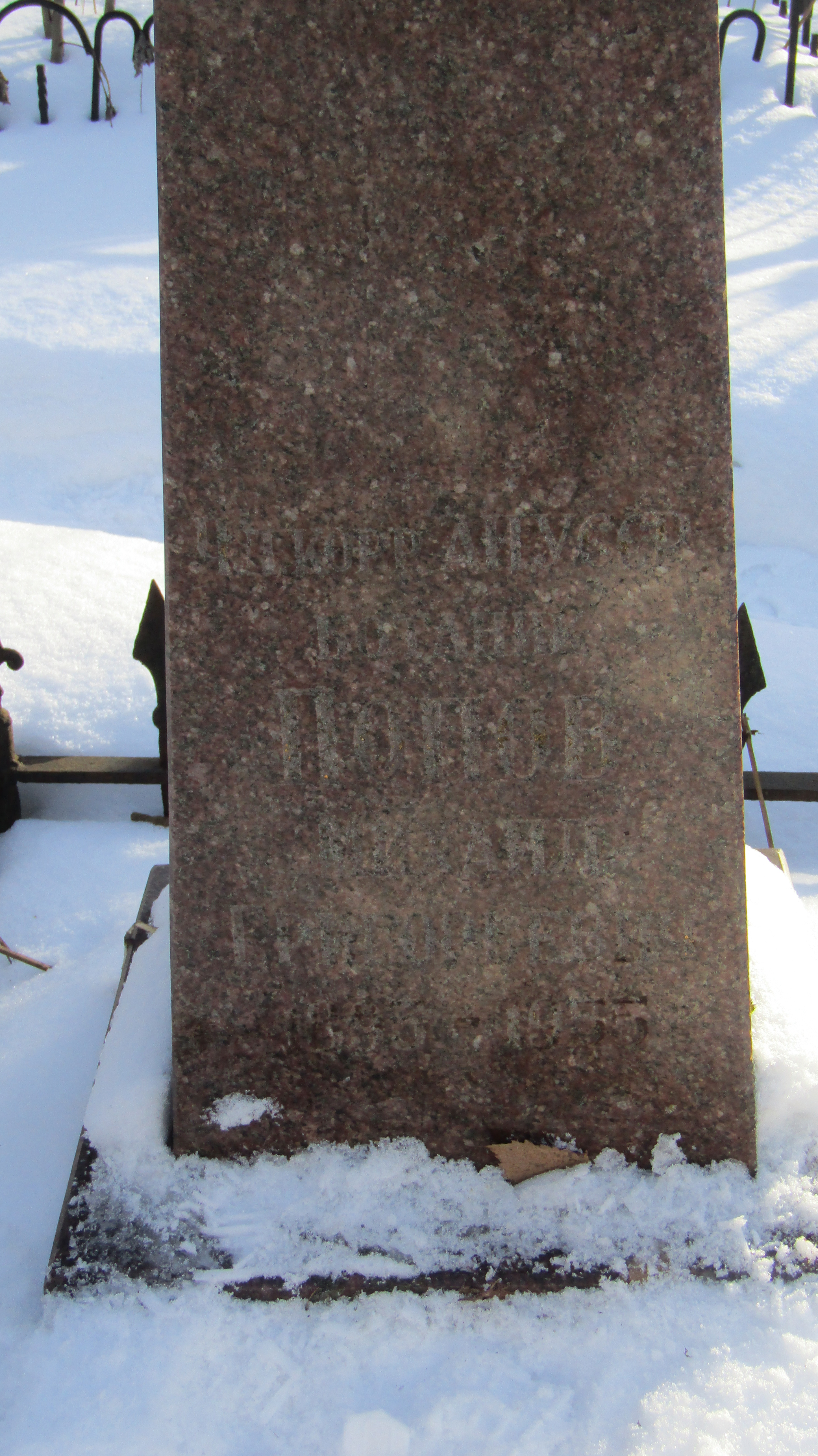
Могила Попова М. Г. Серафимовское кладбище, Санкт-Петербург.

Окончил Петроградский университет (1917).
В 1917—1927 годах преподавал в Саратовском и Средне-Азиатском государственном (в Ташкенте) университетах.
В 1927—1940 годах работал во Всесоюзном институте растениеводства, Казахском филиале Академии наук СССР и Батумском ботаническом саду.
В 1929 году вместе с Н. И. Вавиловым совершил экспедицию в северо-западную часть Китая — Синьцзян.
В 1933 году был арестован по обвинению в антисоветской деятельности, но вскоре был освобождён без права проживания в Москве и Ленинграде. В 1930-х—1940-х годах жил в Средней Азии.
С 1940 по 1944 год — профессор университета в Самарканде.
В 1944—1945 годах — профессор Киевского университета.
В 1945—1948 годах — профессор Львовского университета.
С 1948 по 1950 год заведовал сектором ботаники Сахалинского филиала Академии наук СССР.
С 1950 — заведующий лабораторией флоры и геоботаники в отделе биологии Восточно-сибирского филиала Академии наук СССР.
Похоронен на Серафимовском кладбище Санкт-Петербурга

### Названы в его честь
Роды:
- Popoviocodonia Fed., семейство Колокольчиковые (Campanulaceae)
- Popoviolimon Lincz., семейство Свинчатковые (Plumbaginaceae)

Список видов, названных в честь Попова, смотри на IPNI.

## Печатные труды
- Попов М. Г. Основные черты истории развития флоры Средней Азии // Бюллетень Средне-Азиатского государственного университета. 1927. № 15. С. 239—292
- Попов М. Г. Географо-морфологический метод систематики и гибридизационные процессы в природе // Труды по прикладной ботанике, генетике и селекции. 1927. Т. 17, вып. 1. С. 221—290
- Попов М. Г. Род Cicer и его виды (опыт морфологической и географической монографии) // Труды по прикладной ботанике, генетике и селекции. 1929. Т. 21, вып. 1. С. 1-240.
- Попов М. Г. Между Монголией и Ираном (основные ботанико-географические черты Синь-цзяня — самой западной провинции Китая, по данным собственных исследований 1929 года и сводки литературных сведений по этой стране) // Труды по прикладной ботанике, генетике и селекции. 1931. Т. 26, вып. 3. С. 45-84
- Попов М. Г. Растительный покров Казахстана. — М.-Л.: Издательство АН СССР, 1940
- Попов М. Г. Флора Средней Сибири. Т. 1. М.— Л.: Издательство АН СССР, 1957.
- Попов М. Г. Избранные сочинения. — Ашхабад: Издательство АН Туркменской ССР, 1958
- Попов М. Г. Основы флорогенетики. — М.: Издательство АН СССР, 1963
- Попов М. Г. Растительный мир Сахалина. — М.: Наука, 1969
- Попов М. Г. Особенности флоры Дальнего Востока сравнительно с европейской. — Ташкент: Фан, 1977
- Попов М. Г. Филогения, флорогенетика, флорография, систематика. Избранные труды. — Киев: Наукова думка, 1983